# رابطة هوليوود للصحافة الأجنبية
رابطة هوليوود للصحافة الأجنبية (بالإنجليزية: Hollywood Foreign Press Association)‏ هي منظمة تتكون من الصحفيين العاملين في مجال تغطية الصناعة الترفيهية في الولايات المتحدة لصالح جهات وأطراف متنوعة، مثل الصحف والمجلات في أوروبا، آسيا، أستراليا، ووسط وجنوب أمريكا. تضم رابطة هوليوود للصحافة الأجنبية اليوم حوالي 90 عضواً من 55 بلد، ويصل عدد جماهير قرائها إلى أكثر من 250 مليون نسمة. تشتهر المنظمة بحفل توزيع جوائز الغولدن غلوب السنوي والذي يقام في لوس أنجلوس كل شهر يناير.

## وصلات خارجية
- رابطة هوليوود للصحافة الأجنبية على موقع IMDb (الإنجليزية)
- رابطة هوليوود للصحافة الأجنبية على موقع الموسوعة البريطانية (الإنجليزية)

- الموقع الرسمي